# Scamboneura minahasa
Scamboneura minahasa är en tvåvingeart som beskrevs av Alexander 1934. Scamboneura minahasa ingår i släktet Scamboneura och familjen storharkrankar. Inga underarter finns listade i Catalogue of Life.